# Crétacé moyen
Le « Crétacé moyen » est une subdivision obsolète de l'échelle des temps géologiques au sein de la période géologique du Crétacé, dernière période de l'ère du Mésozoïque ou Secondaire. Le Crétacé est aujourd'hui subdivisé en deux sous-ensembles : le Crétacé supérieur et le Crétacé inférieur.
Dans la charte stratigraphique internationale, cette ancienne subdivision (dont la définition a été progressive au cours du temps), correspond à un intervalle de temps incluant 5 étages du Crétacé.
Du plus récent au plus ancien :
- dans le Crétacé supérieur :
  - Turonien,
  - Cénomanien ;
- dans le Crétacé inférieur :
  - Albien,
  - Aptien,
  - Barrémien.

Dans l'ancienne terminologie le « Crétacé moyen » était précédé par le Néocomien et suivi par le Sénonien, deux subdivisions aujourd'hui également obsolètes.